# Caëstre
Caëstre (in olandese Kaaster) è un comune francese di 2 034 abitanti situato nel dipartimento del Nord nella regione dell'Alta Francia.

## Storia

### Simboli
È lo stemma dei De Thiennes, che furono signori del luogo.

### Onorificenze
- Croix de guerre 1914-1918

## Società

### Evoluzione demografica
Abitanti censiti